# Paimio
Ne doit pas être confondu avec fauteuil Paimio.
Paimio est une ville du sud-ouest de la Finlande. Elle est située dans la province de Finlande occidentale et dans la région de Finlande du Sud-Ouest.

## Géographie
C'est la principale ville entre Turku et Salo, le long de la nationale 1 (E18). Elle doit sa forte croissance des dernières années à sa position privilégiée au cœur du deuxième bassin d'emploi de Finlande, qui en aurait fait, début 2007, la 102e municipalité de Finlande à franchir le seuil des 10 000 habitants. Son taux de chômage est un des plus bas du pays (4,1 %).
Paimio est avant tout une grosse bourgade rurale sans histoires, traversée par le fleuve Paimio. Sa curiosité principale est son hôpital fonctionnaliste (l'ex-sanatorium de Paimio), une des plus importantes œuvres de jeunesse d'Alvar Aalto (1929-1933). D'abord ouvert en tant que sanatorium, il fonctionne ainsi jusqu'aux années 1960.
Les municipalités frontalières sont Piikkiö à l'ouest, Lieto au nord-ouest, Tarvasjoki au nord, Marttila au nord-est, Halikko à l'est et Sauvo au sud.

## Démographie
Depuis 1980, l'évolution démographique de Paimio est la suivante :
| Année      | 1980  | 1985  | 1990  | 1995  | 2000  | 2005  |
| ---------- | ----- | ----- | ----- | ----- | ----- | ----- |
| population | 8 366 | 9 020 | 9 614 | 9 832 | 9 815 | 9 876 |

| Année      | 2010   | 2015   | 2020   |
| ---------- | ------ | ------ | ------ |
| population | 10 402 | 10 620 | 10 848 |

### Conseil municipal
Les sièges des 35 conseillers municipaux sont répartis comme suit:
| Parti     | Parti                              | Sièges 2021–2025 |
| --------- | ---------------------------------- | ---------------- |
|           | Parti social-démocrate de Finlande | 7                |
|           | Vrais Finlandais                   | 4                |
|           | Parti de la Coalition nationale    | 10               |
|           | Parti du centre                    | 8                |
|           | Ligue verte                        | 3                |
|           | Alliance de gauche                 | 2                |
|           | Chrétiens-démocrates               | 1                |
|           | Mouvement maintenant               | 0                |
| Sources : |                                    |                  |

## Transports
Paimio est traversée par la  .
Paimio est aussi desservie par les routes de liaison  (Tammisilta–Paimio),  (Juntola–Paimio),  (Paimio–Vaskio),  (Kevola–Hajala–Halikko) et  (Paimio–Kevola).

## Économie

### Principales entreprises
En 2021, les principales entreprises de Paimio par chiffre d'affaires sont :
| Société                   | C.A.  |
| ------------------------- | ----- |
| Ansion Sementtivalimo Oy  | 21 M€ |
| Hot Mix Oy Finland        | 20 M€ |
| Electric Power Finland Oy | 18 M€ |
| Amomatic Oy               | 15 M€ |
| Petro Logistics Oy        | 12 M€ |
| Vilomix Finland Oy        | 11 M€ |
| Navix Oy                  | 11 M€ |
| Paimion Teurastamo Oy     | 10 M€ |
| Mesera Cranes Finland Oy  | 9 M€  |
| K-Supermarket Paimio      | 8 M€  |

### Employeurs
En 2021, les plus importants employeurs privés de Paimio sont:
| Employeur                | Employés |
| ------------------------ | -------- |
| Amomatic Oy              | 60       |
| Kattava Oy               | 35       |
| Mesera Cranes Finland Oy | 34       |
| Paimion Teurastamo Oy    | 32       |
| Jonator Oy               | 29       |
| Vistan Pesula Oy         | 27       |
| Vilomix Finland Oy       | 27       |
| Kiinteistöhuolto 3 J Oy  | 26       |
| Truck-Oil Oy             | 26       |
| J & T Projekt Oy         | 25       |

## Lieux et monuments
- Église de Paimio
- Église Saint-Jacques
- Église Saint-Michel
- Sanatorium de Paimio
- Observatoire de Kevola
- Gare de Paimio
- Nakolinna
- Musée de l'électricité de Paimio
- Manoir de Viksberg
- Manoir de Spurila
- Centrale hydroélectrique de Juntolankoski

## Jumelages
| Ville | Ville                 | Pays | Pays      |
| ----- | --------------------- | ---- | --------- |
|       | Commune de Pärnu (en) |      | Estonie   |
|       | Ljungby               |      | Suède     |
|       | Odenthal              |      | Allemagne |
|       | Sovetski              |      | Russie    |
|       | Zelenogorsk           |      | Russie    |
|       | Ås                    |      | Norvège   |

## Personnalités
- Jarno Koskiranta, joueur de hockey
- Mika Ojala, footballeur
- Vieno Johannes Sukselainen, politicien
- Hilkka Rantaseppä-Helenius, astronome finlandaise

## Galerie

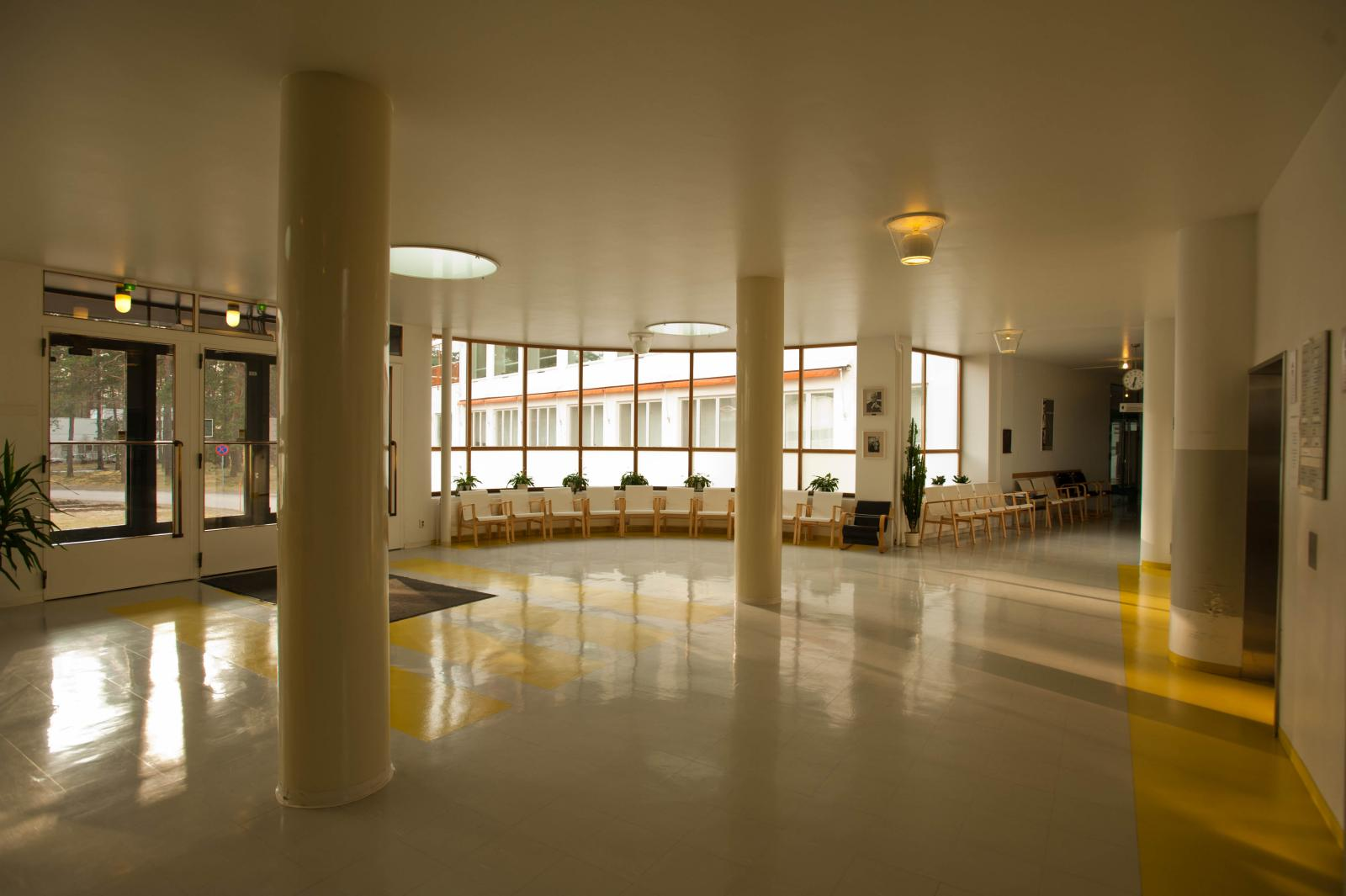
Sanatorium de Paimio.
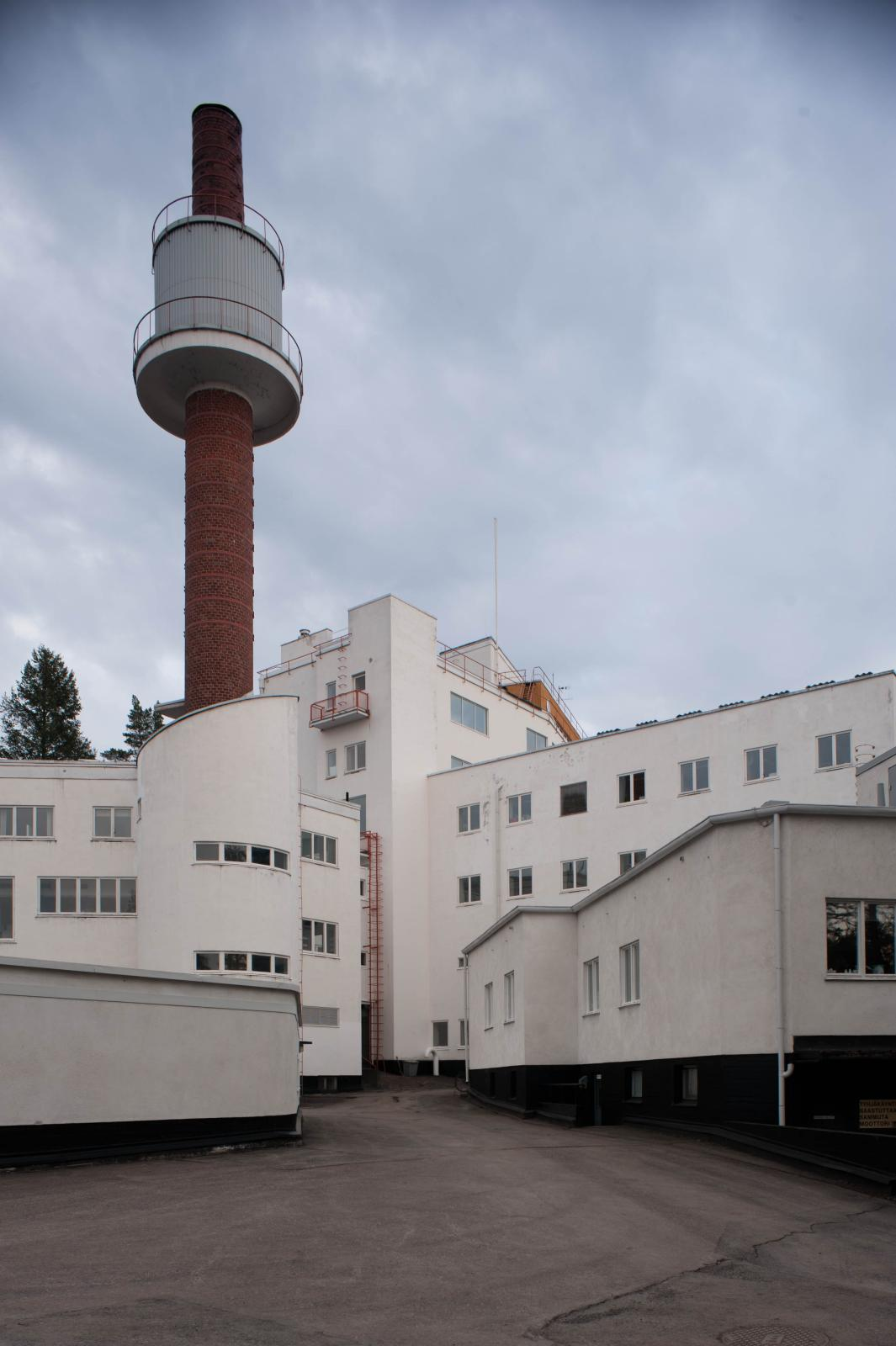
Sanatorium de Paimio.
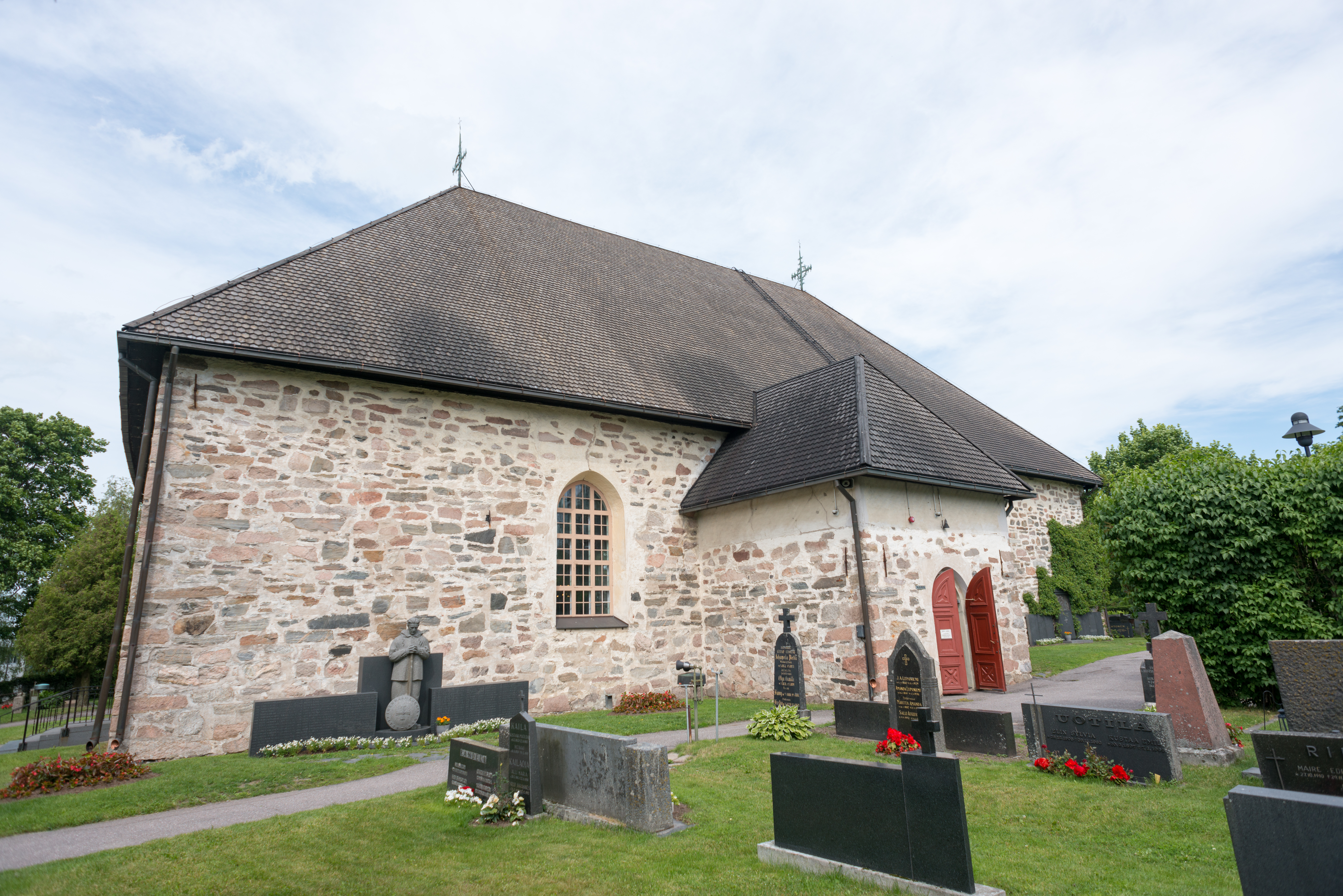
Église de Paimio.
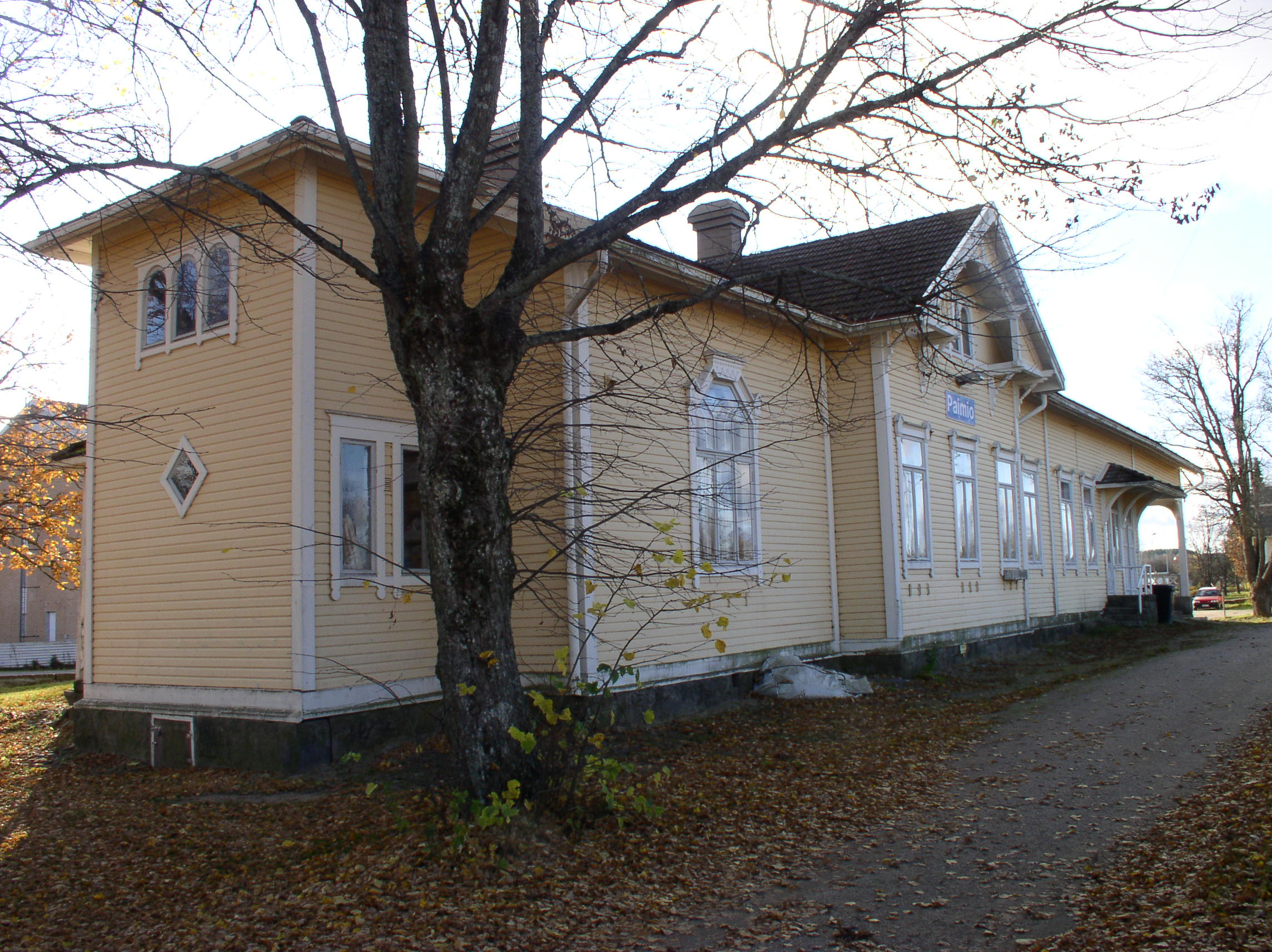
gare ferroviaire de Paimio.
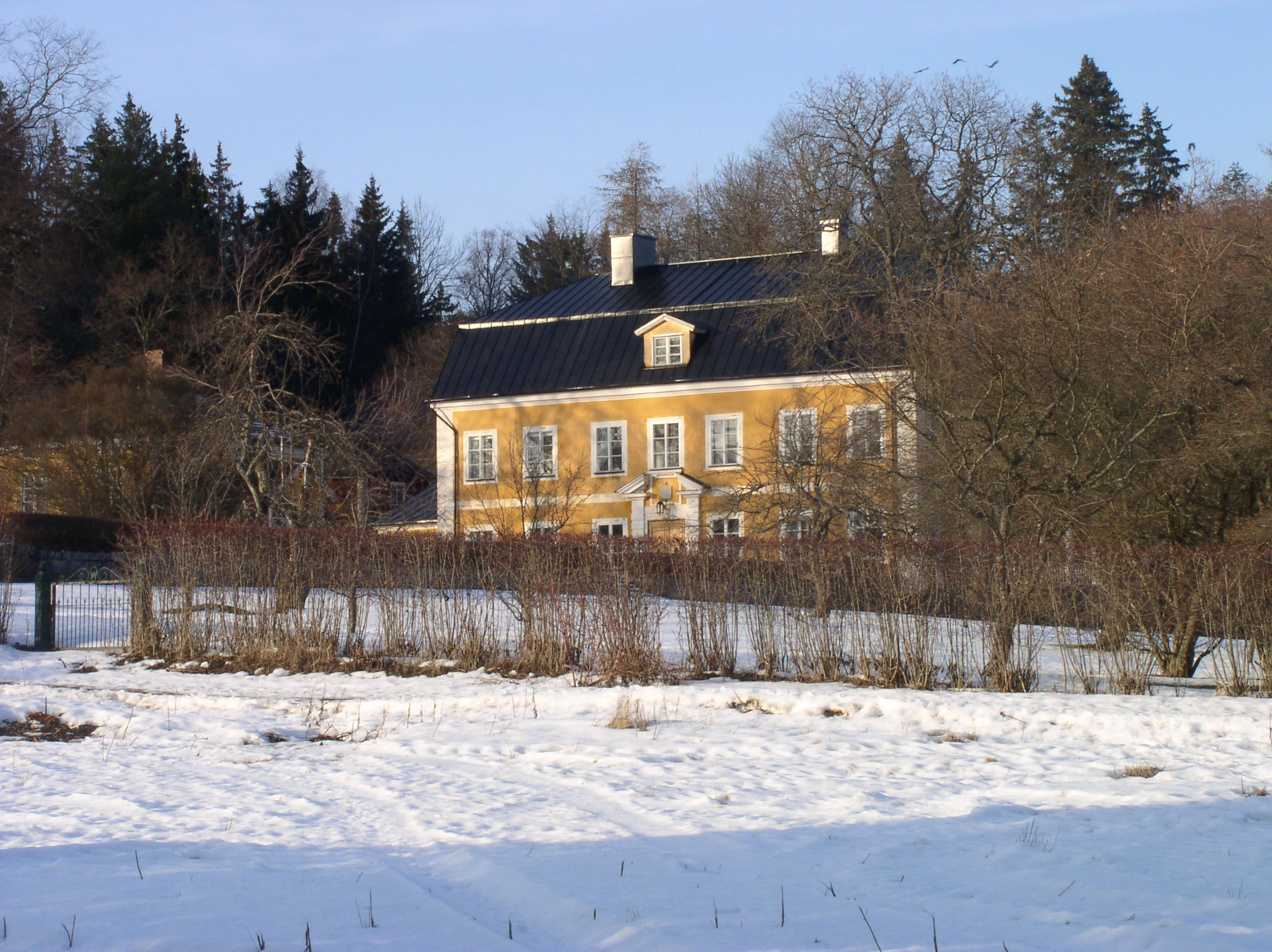
Manoir de Viksberg.